# イビサ空港
イビサ空港(スペイン語: Aeropuerto de Ibiza, (IATA: IBZ, ICAO: LEIB))は、スペイン・バレアレス諸島州（バレアレス諸島イビサ島）にある空港。主要都市エイビッサの南西7kmに位置している。2,800mの滑走路1本を有している。

## 就航会社と就航地
| 航空会社                     | 就航地                                 |
| ---------------------------- | -------------------------------------- |
| エア・ヨーロッパ             | マドリード                             |
| ブリティッシュ・エアウェイズ | ロンドン・ヒースロー, ロンドン・シティ |
| コンドル                     | マンチェスター                         |
| イベリア航空                 | パルマ・デ・マヨルカ, メノルカ         |
| ライアンエアー               | バルセロナ, マドリード, バレンシア     |
| ブエリング航空               | バルセロナ                             |